# 埃德爾拉特巴赫河
51°1′41.18″N 7°4′10.59″E / 51.0281056°N 7.0696083°E
埃德爾拉特巴赫河（德語：Edelrather Bach），是德國的河流，位於該國西部，流經北萊茵-威斯特法倫州，屬於丁恩河的右支流，河道全長1公里，流域面積0.36平方公里。